# Galadistes marcescens
Galadistes marcescens är en snäckart som först beskrevs av Cox 1868.  Galadistes marcescens ingår i släktet Galadistes och familjen Camaenidae. Inga underarter finns listade i Catalogue of Life.